# كاتي كيم
كاتي كيم (بالإنجليزية: Katie Kim)‏ هي موسيقية وعازفة بيانو ومغنية وملحنة وكاتبة غنائية بريطانية، ولدت في 16 مارس 1983 في لندن في المملكة المتحدة.

## وصلات خارجية
- كاتي كيم على موقع ميوزك برينز (الإنجليزية)
- كاتي كيم على موقع ديسكوغز (الإنجليزية)